# 筠連五尺道
筠連五尺道位於四川省宜賓市筠連縣筠連鎮犀牛村、柏楊村、巡司鎮巡司村，修建於秦代，清光緒年間（1875-1908年）有局部維修。犀牛村段南接犀牛村蓮花壩，北接淩雲關，大體呈南北走向，長約1300余公尺，寬1公尺至2.5公尺，路面用石灰岩石板鋪成或鑿岩成路，存有馬蹄印跡；筠連鎮段從柏楊村水塘組山坡下上至卡子，再至巡司鎮巡司村，長約3600余公尺，寬約1.5至1.9公尺，另存有長約400公尺、寬約0.3公尺的排水溝。該道當地村民現作便道，為古代南方五尺道重要組成部分。2010年，筠連五尺道被筠連縣人民政府公佈為縣級文物保護單位；2011年，筠連五尺道被宜賓市人民政府公佈為市級文物保護單位；2012年7月16日公佈為第八批四川省文物保護單位。